# Willem Frederik Jonkman
Willem Frederik Jonkman (Foxhol, 10 november 1893 – Buchenwald, 20 maart 1945) was een Nederlandse verzetsstrijder tijdens de Tweede Wereldoorlog.
Jonkman, verzetsschuilnaam "Van Douwen", was hoofd van een lagere school in Groningen en later leraar op de Kweekschool te Meppel. Hij raakte betrokken bij het verzet toen hij in 1941 gevraagd werd door Albert van Spijker om een van de wijkcommandanten van het verzet in Meppel te worden. Hij was betrokken bij velerlei verschillende verzetsacties. Hij werd in 1944 gearresteerd door de Duitsers en getransporteerd naar het concentratiekamp Buchenwald waar hij aan het einde van de oorlog bezweek.
Jonkman was getrouwd met Antje Frouwina Grommers en had twee kinderen.
In 1948 verscheen een In Memoriam-artikel over Jonkman in een het Gedenkboek van de Meppeler Onderwijzers opleiding, ter gelegenheid van het 100-jarig bestaan. 1846-1946. Ook diens collega-docenten die in de oorlog waren overleden door toedoen van de Duitsers vanwege hun verzetsactiviteiten, Jan Schrotenboer, Hylle De Vries en Hidde Jan Rijkeboer worden hierin besproken.